# Trémaouézan
Trémaouézan é uma comuna francesa na região administrativa da Bretanha, no departamento Finisterra. Estende-se por uma área de 8,22 km². Em 2010 a comuna tinha 577 habitantes (densidade: 70,2 hab./km²).